# Alfons Schepers
Alfons Schepers (Neerlinter, 27 augustus 1907 - Tienen, 1 december 1984) was profwielrenner van 1930 tot 1939. Op zijn palmares staan onder andere overwinningen in Luik-Bastenaken-Luik en de Ronde van Vlaanderen bijgeschreven. In 1931 werd hij ook kampioen van België op de weg. In 1932 won hij Parijs-Belfort.

## Belangrijkste overwinningen
1929
- Luik-Bastenaken-Luik

1930
- Ronde van Vlaanderen (onafhankelijken)

1931
- Châtelet
- Luik-Bastenaken-Luik
- Belgisch kampioen op de weg
- Belgisch kampioen tijdrijden

1932
- Berchem
- 1e etappe Circuit du Mobihan
- Eindklassement Circuit du Mobihan
- Parijs-Belfort

1933
- Genève
- Torino
- Ronde van Vlaanderen
- 2e etappe Parijs-Saint-Étienne
- 1e etappe Parijs-Nice
- Eindklassement Parijs-Nice
- 3e etappe Ronde van Frankrijk

1934
- 3e etappe Parijs-Nice
- Parijs-Rennes

1935
- Luik-Bastenaken-Luik

1936
- 11e etappe Ronde van Spanje
- 12e etappe Ronde van Spanje
- 17e etappe Ronde van Spanje

1937
- Jambes
- Ronde van Limburg (Belgisch limburg)

## Resultaten in voornaamste wedstrijden
| Jaar | Ronde van Italië | Ronde van Frankrijk | Ronde van Spanje |
| ---- | ---------------- | ------------------- | ---------------- |
| 1929 |                  |                     |                  |
| 1931 |                  | 18e                 |                  |
| 1932 |                  | opgave              |                  |
| 1933 |                  | 18e (1)             |                  |
| 1934 |                  | opgave              |                  |
| 1935 |                  |                     |                  |
| 1936 |                  |                     | 7e (3)           |
| 1937 | opgave           |                     |                  |

| Jaar | Ronde van Vlaanderen | Parijs-Roubaix | Luik-Bast.‑Luik |  | WK op de weg |
| ---- | -------------------- | -------------- | --------------- |  | ------------ |
| 1929 |                      |                | Goud            |  |              |
| 1931 | 8e                   | 7e             | Goud            |  |              |
| 1932 | 11e                  | 5e             |                 |  |              |
| 1933 | ↑                    |                |                 |  | 5e           |
| 1934 | ↑                    | 6e             |                 |  |              |
| 1935 |                      | 62e            | Goud            |  |              |
| 1936 |                      | 31e            |                 |  |              |
| 1937 | 5e                   |                |                 |  |              |